# Southport, Maine
Southport, eller Southport town, är ett samhälle i Lincoln County i delstaten Maine, USA, med 606 invånare (2010). I Southport, ute på Dogfish Head, bodde, från 1943 och fram till sin död 1970, den svenske  tecknaren och konstnären Gustaf Tenggren.

### Fotnoter
1. ↑  ”American FactFinder”. United States Census Bureau. http://factfinder2.census.gov/faces/nav/jsf/pages/index.xhtml. Läst 14 november 2018.
2. ↑  Gustaf Tenggren – En biografi, av Lars Emanuelsson och Oskar Ekman, Kartago förlag 2014, s.193, 207-209.